# Daisuke Hirakawa
Daisuke Hirakawa (jap. 平川 大輔 Hirakawa Daisuke; ur. 4 czerwca 1973) – japoński seiyū i aktor dubbingowy.
Dubbingował takich aktorów jak Orlando Bloom, Tom Hiddleston i Jang Keun-suk.

## Wybrane role głosowe
- 2001: Grappler Baki – Kohei Hatanaka
- 2005: Transformerzy: Cybertron –
  - Excilion,
  - Exgeiser
- 2006: School Rumble – Kazuya Tanaka
- 2007–2012: Zero no Tsukaima – Julio Cesare
- 2008: Itazura na Kiss – Naoki Irie
- 2008–2011: Naruto Shippūden – Sora
- 2009: Bleach –
  - Senbonzakura,
  - Harunobu Ogido
- 2009: Pokémon – O
- 2010: Detektyw Conan – Unpei Terado
- 2010: Highschool of the Dead – Tajima
- 2011–2013: Alicja w Krainie Serc – Ace
- 2011: Beelzebub – Ichiro „Alex Rodriguez” Shinjo
- 2011–2012: No. 6 –
  - Yamase,
  - O’Donnell
- 2013: Karneval – Akari
- 2014: Aikatsu! – Shun Yotsuba
- 2014: Ścieżki młodości – Yōichi Tanaka
- 2014: Hybrid Child – Hazuki
- 2015: Jak zostałam bóstwem!? – Suiro
- 2015: Log Horizon – Elias Hackblade
- 2015: Seraph of the End – Serafin dni ostatnich – Shusaku Iwasaki
- 2016: Ajin – Kōji Tanaka
- 2016: Barakamon – Sōichi Nagamasa
- 2016: Berserk – Jerome
- 2016: Izetta: The Last Witch – Elliot
- 2016: Binan Kōkō Chikyū Bōei-bu Love! – Entarō Meguriya
- 2017: KiraKira Pretty Cure a la Mode – Elisio
- 2017: Sword Oratoria – Albert Waldstein
- 2018: Łowca dusz – Taiitsu Shinjin
- 2019: Domestic na kanojo – Shū Hagiwara
- 2019: Bungou Stray Dogs – Bezpańscy literaci – T.J. Eckleberg
- 2019: Miecz zabójcy demonów – Kimetsu no Yaiba – Enmu
- 2021: Hataraku saibō – Brain Cell
- 2023: Frieren. U kresu drogi – starszy brat Seina
- 2024: Solo Leveling – Choi Jong-in